# Pharaxonotha esperanzae
Pharaxonotha esperanzae Chaves & Genaro je endemický brouk z Kuby z čeledi trojáčovitých, označovaný jako jediný opylovač kriticky ohroženého kubánského cykasu Microcycas calocoma. Stavy tohoto brouka v přírodě klesají přičemž tato situace pravděpodobně způsobuje i omezenou přirozenou reprodukci mikrocykasu, o které hovoří zprávy již z roku 1940.

## Popis a rozšíření

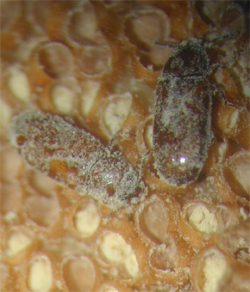
dospělí jedinci pokrytí pylem na mikrosporofilech v samčí šišce mikrocykasu

Pharaxonotha esperanzae podobně jako Microcycas  jsou endemickým druhem z kubánské provincie Pinar del Río. P. esperanzae se rozmnožuje v samčích šiškách mikrocykasu podobně jako další brouci Pharaxonotha v jiných cykasech.
Dospělý jedinec dorůstá velikosti kolem 3,9 mm x 1,4 mm.

## Etymologie
Pojmenován na počest kubánské profesorky Esperanza Peña García, která pracovala na výzkumu druhu Microcycas calocoma.

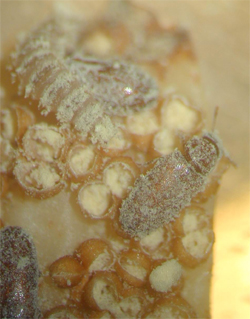
dospělý jedinec a larva v šišce mikrocykasu